# Marija Angelović Antunović
Marija Angelović Antunović (Subotica, 15. veljače 1954.), vojvođanska džudašica, zaslužna športašica Jugoslavije. Članica džudo kluba Spartak.

## Životopis
Rođena u Subotici u hrvatskoj obitelji, kći Sándora i Roze rođ. Evetović. Diplomirala srednju školu u Subotici. Članica džudo kluba Spartak, 13 godina, od 1970. godine. Za jugoslavensku reprezentaciju nastupala od 1974. do 1981. godine. Od prestanka aktivne borilačke karijere 1983. bavi se treniranjem džudaša. Članica JKSZ. Natjecala se u kategoriji od 61 kilograma i bila državna prvakinja 1967., 1977., 1978., 1979., 1980., 1981. i 1982. godine, a od 1978. do 1981. godine bila je nepobjediva u državi. Sudjelovala na dva europska prvenstva, 1976. i 1981. na kojima je osvojila srebrne medalje. Marija je govorila da svoj uspjeh duguje svojim trenerima Milošu Ignjatoviću i Slavku Bašiću.
U svibnju 2007. godine dobila je nagradu Ključevi Subotice, zajedno s ostalim subotičkim športskim velikanima. Dobitnica pokrajinske Nagrade Jovan Mikić Spartak i Zlatne značke SOFK Jugoslavije.